# Contea di Wangdu
La contea di Wangdu (望都县S, WàngdūP) è una contea della Cina, situata nella provincia di Hebei e amministrata dalla prefettura di Baoding.